# Ōtsu
Ōtsu (大津市 Ōtsu-shi?) es una ciudad localizada en la prefectura de Shiga, Japón. En junio de 2019 tenía una población de 342.297 habitantes y una densidad de población de 737 personas por km². Su área total es de 464,51 km².
Está rodeada por el lago Biwa, el lago más grande de Japón, navegable por enormes barcazas y fuente de agua potable para ciudades como Kioto y Osaka en la región de Kansai.

## Geografía

### Localidades circundantes
- Prefectura de Shiga
  - Kusatsu
  - Rittō
  - Kōka
  - Takashima
- Prefectura de Kioto
  - Kioto
  - Uji
  - Ujitawara

## Demografía
Según datos del censo japonés, la población de Ōtsu ha aumentado en los últimos años.
| Año del censo | Población |
| ------------- | --------- |
| 1995          | 295.574   |
| 2000          | 309.793   |
| 2005          | 323.719   |
| 2010          | 337.634   |
| 2015          | 340.973   |

## Transporte
Otsu está ubicada a 25 minutos en tren desde la ciudad de Kioto y se caracteriza por ser netamente agrícola, predominando ampliamente los arrozales.

## Economía
Visitada por gran cantidad de turistas, se erige no solo en capital de Shiga sino como capital del turismo. La excursión alrededor del lago Biwa dura varias horas, se trata de un circuito rodeado de grandes restaurantes y zonas de paseo donde también se practica la natación, y que en verano no tiene nada que envidiarle a las grandes playas de otras ciudades en cuanto a número de visitantes.

## Ciudades hermanadas
- Lansing, desde 1969
- Interlaken, desde 1978
- Wurzburgo, desde 1979
- Mudanjiang, desde 1984
- Gumi, desde 1990
- Saltillo, desde 1577

## Patrimonio cultural
Los Monumentos históricos de la antigua Kioto (ciudades de Kioto, Uji y Otsu) fueron declarados Patrimonio de la Humanidad por la Unesco en el año 1994.